# Pic de Sanfonts
Pic de Sanfonts je planina u Pirinejima na granici Španjolske i sjeverozapadne Andore. Najbliži grad je Arinsal, La Massana. To je podvrh Coma Pedrosa (2942 m), najviše planina u Andori, od kojeg se nalazi 1,2 km jugozapadno.

## Vanjske poveznice
|  | Zajednički poslužitelj ima još gradiva o temi Pic de Sanfonts |